# Bombali
Bombali är ett distrikt i Sierra Leone. Distriktet, som är det näst största i landet till ytan räknat, ligger i norra delen av landet. Huvudstaden och största staden i distriktet är Makeni, som också är den femte största staden i landet och den största staden i norr. Andra större städer i Bombali är Kamabai, Kamakwie och Binkolo. Enligt folkräkningen 2015 uppgick befolkningen i distriktet då till 606 544 personer. De två största och mest dominerande etniska grupperna i Bombali är Temne och Limba. Den dominerande religionen är islam. 

## Städer och byar
- Makeni
- Kamakwie
- Kamabai
- Binkolo
- Masongbon
- Kalangba
- Kangbori
- Fintonia
- Lowoma
- Hunduwa
- Kamaranka
- Batkanu
- Mateboi
- Masingbi
- Mapaki
- Moriba
- Rokulan
- Kamalo
- Sanda
- Tonko

## Kända personer från Bombali-distriktet
- Ernest Bai Koroma, nuvarande president i Sierra Leone
- Joseph Saidu Momoh, president 1985-1992
- Almamy Suluku, en mäktig Limba-ledare
- Edward Turay, politiker
- Brima Koroma, fotbollsspelare
- Mohamed Kamara, fotbollsspelare
- Daddi Cool, reggae-musiker